# 北原淳
北原 淳（きたはら あつし、1941年5月15日 - 2013年11月5日）は、日本の農業経済学者。神戸大学名誉教授。東南アジア、韓国などアジアの農村経済を研究した。

## 略歴
長野県生まれ。1966年東京大学経済学部経済学科卒業、同大学院修士課程修了。1991年「タイ農村社会論」で、経済学博士の学位を取得。
1966年アジア経済研究所研究員、1976年神戸大学経済学部助教授、教授。
1999年名古屋大学経済学研究所教授、研究所長、2000年名古屋大学大学院経済学研究科附属国際経済動態研究センター長。2004年定年退官、2006年龍谷大学教授、2011年退職。

## 著書
- 『タイ農村社会論』勁草書房 1990
- 『共同体の思想 村落開発理論の比較社会学』世界思想社 1996
- 『タイ近代土地・森林政策史研究』晃洋書房 2012

### 共編著
- 『タイ農村の構造と変動』編 勁草書房 1987
- 『東南アジアの社会学 家族・農村・都市』編 世界思想社 1989
- 『アジアNIESと第三世界の発展』涂照彦共編 有信堂高文社 1991
- 『社会学 理論・比較・文化』大野道邦共編著 晃洋書房 1994
- 『タイ:工業化と地域社会の変動』赤木攻共編 法律文化社 1995
- 『タイ農村の構造と変動 続』赤木攻,竹内隆夫共編 勁草書房 2000
- 『東南アジアの経済』藤田和子,西口清勝,米倉昭夫共著 世界思想社 2000
- 『沖縄の家・門中・村落』安和守茂共著 第一書房 2001
- 『アジアの経済発展における中小企業の役割』(名古屋大学国際経済動態研究センター叢書 編著, 名古屋大学大学院経済学研究科附属国際経済動態研究センター監修 日本図書センター 2002
- 『変動の東アジア社会』編 (講座東アジア近現代史）青木書店 2002
- 『アジア経済論』(現代世界経済叢書）西澤信善共編著 ミネルヴァ書房 2004
- 『東アジアの家族・地域・エスニシティ 基層と動態』編著 東信堂 2005
- 『地域研究の課題と方法 アジア・アフリカ社会研究入門 実証編』北川隆吉監修, 竹内隆夫,佐々木衞,高田洋子共編著 文化書房博文社 2006
- 『アジア社会と市民社会の形成 その課題と展望』(アジア社会研究会年報）小倉充夫,加納弘勝,竹内隆夫,田巻松雄,北川隆吉共編 文化書房博文社 2009
- 『東アジア経済の変容 通貨危機後10年の回顧』西澤信善共編著 晃洋書房 2009
- 『紛争解決グローバル化・地域・文化』(アフラシア叢書）ポーリン・ケント共編著 ミネルヴァ書房 2010

### 翻訳
- パースック・ポンパイチット, クリス・ベーカー 共著『タイ国 近現代の経済と政治』野崎明共監訳, 日タイセミナー訳 刀水書房 2006